# Raión de Shpola
Shpola (en ucraniano: Шполянський район) es un raión o distrito de Ucrania en el óblast de Cherkasy. 
Comprende una superficie de 1105 km².
La capital es la ciudad de Shpola.

## Demografía
Según estimación 2010 contaba con una población total de 46520 habitantes.

## Otros datos
El código KOATUU es 7125700000. El código postal 20600 y el prefijo telefónico +380 4741.